# Adam Matuszczyk
Adam Matuszczyk (orthographié Adam Matuschyk en allemand,), né le 14 février 1989 à Gliwice, est un footballeur polonais qui évolue au KFC Uerdingen et en équipe de pologne.

## Biographie

### Ses débuts en Allemagne
Né à Gliwice en Pologne en 1989, Adam Matuszczyk part avec ses parents deux ans plus tard en Allemagne, et plus précisément à Merzig. Très jeune, à six ans, il demande à son père de pouvoir jouer au football. Celui-ci l'inscrit donc dans le club local, le SpVgg Merzig. Assez bon, il est repéré par l'équipe de Dillingen, puis par le 1. FC Cologne, qu'il rejoint en 2003. Sous un nom un peu différent de celui d'origine, Matuszczyk ayant été changé en Matuschyk lors de l'arrivée en Allemagne de son père Jerzy, le joueur fait ses classes à peu près normalement en Rhénanie-du-Nord. En effet, il est contacté en 2008 par Manchester United, qui lui offre même un contrat, mais décide de rester à Cologne pour « se développer correctement ». À partir de la saison 2008-2009, il est intégré à l'équipe réserve de Cologne. Après deux mois d'adaptation, Matuszczyk joue la plupart des matches de Regionalliga Ouest, et marque quelques buts. Il passe même professionnel en février 2009. Cependant, il n'est pas sollicité par l'entraîneur des pros Christoph Daum. La saison suivante, il entame une nouvelle fois l'année avec le 1. FC Cologne II. Malgré une blessure à l'automne qui le prive de deux mois de compétition, le Polonais enchaîne les rencontres. 

### La découverte du haut niveau avec Cologne
À l'hiver 2010, il est appelé par le nouveau coach Zvonimir Soldo en équipe première. Le 27 février, il fait ses débuts en Bundesliga contre le Bayer Leverkusen. Utilisé au poste de milieu gauche, il forme un bon duo avec le Portugais Petit, qui est reconduit lors des journées suivantes. Au sein du 4-3-3 de l'entraîneur croate, Matuszczyk est à l'aise dans le jeu, et ne tarde pas à se montrer encore plus, en inscrivant un doublé et en donnant la victoire à son équipe lors de son cinquième match contre le TSG 1899 Hoffenheim, le 10 avril, une victoire qui assure pratiquement la place de Cologne en première division. Il reçoit les louanges de ses coéquipiers et de son entraîneur, qui le qualifient de « type formidable et très calme ». Le 4 mai, il est appelé en équipe nationale, à seulement vingt-et-un ans, pour une série de matches amicaux. Le 29, il fait ses débuts avec la Pologne contre la Finlande, et devient ainsi le premier joueur germano-polonais à choisir de porter le maillot frappé du Białe Orły. Mieux, il s'y fait une place, et compte déjà sept sélections six mois plus tard, et un but inscrit contre les États-Unis.
Le 15 janvier 2012, Adam est prêté pour six mois en deuxième division, au Fortuna Düsseldorf.

## Palmarès
- Vainqueur de la Coupe FVM : 2008